# Cassiglio (torrente)
Il torrente Cassiglio (in bergamasco Cassèi) è un corso d'acqua della provincia di Bergamo. Nasce nei pressi del Passo di Baciamorti, che collega la Valle Stabina alla Val Taleggio, sulle pendici del Monte Venturosa, nelle Alpi Orobie e confluisce dopo 5 km da destra nel torrente Stabina a Cassiglio, in Val Brembana. Percorre la Valle di Cassiglio formando il lago omonimo, da dove parte il Sentiero delle Orobie occidentali, ed è interamente compreso nel territorio comunale di Cassiglio.